# 全巨里站
全巨里站（韓語：전거리역）是朝鮮民主主義人民共和國咸镜北道会宁市的一個鐵路車站，属于咸北线。

## 邻近车站
咸北线
蒼坪站 - 全巨里站 - 丰山站